# Сухачёва
Сухачёва — деревня в Болховском районе Орловской области. Входит в состав Бориловского сельского поселения.
Расположена примерно в 3 км к западу от села Борилово.
В данное время в деревне не осталось ни одного жилого дома.

## Население
| 2010 |
| ---- |
| 0    |